# Friedrich Scharenberg (Forstmann)

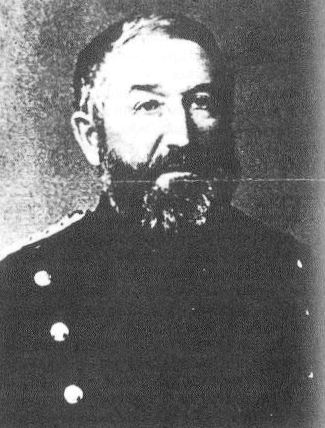
Friedrich Scharenberg

Friedrich Christian Otto Scharenberg (* 28. Februar 1821 in Neustrelitz; † 14. Februar 1901 in Mirow) war ein in Mirow tätiger Forstmann.

## Leben
Friedrich Scharenberg wurde 1821 als jüngster Sohn des Neustrelitzer Kammerdieners Christoph Christian Friedrich Scharenberg (1773–1842) geboren. Der Jurist und Geheime Hofrat Theodor Scharenberg (1820–1899) war sein älterer Bruder.
Nach seinem Abitur am Gymnasium Carolinum in Neustrelitz absolvierte er ab dem SS 1839 ein zweijähriges Studium an der Forstakademie Eberswalde und wurde anschließend Forstpraktikant der Oberförsterei Hinrichshagen (heute Ortsteil von Woldegk). Ab 1845 wurde ihm die dauernde Vertretung des Oberförsters Kaempffer in Strelitz übertragen. Im Jahr 1858 wurde Scharenberg zum Forstrevisor beim Großherzoglichen Kammer- und Forst-Collegium zu Neustrelitz ernannt. Nach dem Ableben des Oberforstmeisters von Oertzen in Mirow wurde Friedrich Scharenberg am 24. Juni 1864 dort zum Oberförster ernannt.

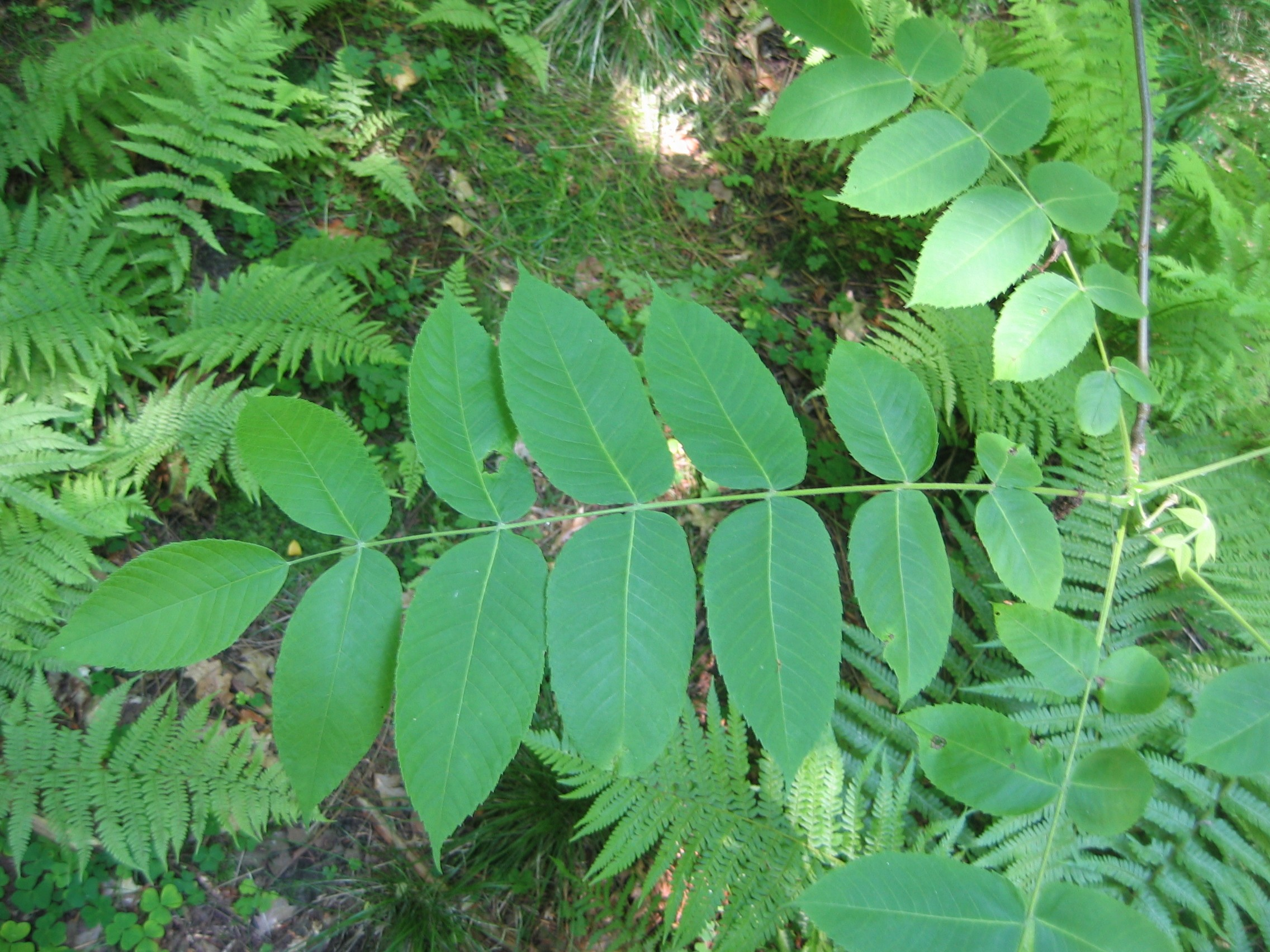
Blatt einer nordamerikanischen Butternuss in Erbsland

Im Jahre 1887 veranlasste Friedrich Scharenberg die Bepflanzung einer als Erbsland bekannten Fläche im Revier Granzow der Oberförsterei Mirow als Arboretum mit etwa 40 ausländischen Baumarten, um deren Eignung für die deutsche Forstwirtschaft zu testen. Das Arboretum Erbsland zählt heute noch über 30 verschiedene Baumarten, wovon einige beachtliche Höhen bis 42 Meter erreichen. Das Erbsland gehört zu den ältesten forstlichen Anbauversuchen in Deutschland.

„Nach allgemeinem Urteil der Zeitzeugen war Scharenberg der fähigste Forstbeamte des Landes“

Zu seinem fünfzigjährigen Dienstjubiläum wurde Scharenberg am 17. November 1891 der Titel Oberforstinspektor verliehen.
Friedrich Scharenberg heiratete 1859 in Neustrelitz Albertine Friederike Helene Ottilie Kaempffer (1829–1899), eine Tochter von Georg Friedrich August Kaempffer (1796–1873), dem Oberförster von Strelitz. Zusammen mit seiner Frau hatte Friedrich sechs Kinder, wovon zwei Söhne ebenfalls Oberförster wurden.